# Guillaume François Antoine, Marquês de l'Hôpital
Guillaume François Antoine, Marquês de l'Hôpital (Paris, 1661 — Paris, 2 de fevereiro de 1704) também conhecido como Guillaume-François-Antoine Marquis de l'Hôpital, Marquês de Sainte-Mesme, Comte d'Entremont e Seigneur d'Ouques-la-Chaise, foi um matemático francês. Seu nome está firmemente associado à regra de l'Hôpital para cálculo de limites envolvendo formas indeterminadas 0/0 e ∞/∞. Embora a regra não tenha se originado com l'Hôpital, ela apareceu na impressão pela primeira vez em seu tratado de 1696 sobre o cálculo infinitesimal, intitulado Analyze des Infiniment Petits pour l'Intelligence des Lignes Courbes. Este livro foi a primeira exposição sistemática do cálculo diferencial. Várias edições e traduções para outras línguas foram publicadas e tornou-se um modelo para tratamentos subsequentes de cálculo.

## Biografia
L'Hôpital nasceu em uma família de militares. Seu pai era Anne-Alexandre de l'Hôpital, tenente-general do exército do rei, conde de Saint-Mesme e o primeiro escudeiro de Gaston, duque de Orléans. Sua mãe era Elisabeth Gobelin, filha de Claude Gobelin, Intendente do Exército do Rei e Conselheira de Estado.
L'Hôpital abandonou a carreira militar devido a problemas de visão e perseguiu o seu interesse pela matemática, que era evidente desde a sua infância. Por um tempo, ele foi membro do círculo de Nicolas Malebranche em Paris e foi lá que em 1691 conheceu o jovem Johann Bernoulli, que estava visitando a França e concordou em complementar suas conversas em Paris sobre cálculo infinitesimal com palestras privadas para l'Hôpital em sua propriedade em Oucques. Em 1693, l'Hôpital foi eleito para a academia francesa de ciências e até serviu duas vezes como seu vice-presidente. Entre suas realizações estavam a determinação do comprimento do arco do gráfico logarítmico, uma das soluções para o problema da braquistócrona, e a descoberta de uma singularidade de ponto de inflexão no involuto de uma curva plana perto de um ponto de inflexão.
L'Hôpital trocou ideias com Pierre Varignon e se correspondeu com Gottfried Leibniz, Christiaan Huygens e Jacob e Johann Bernoulli. Seu Traité analytique des section coniques et de leur usage pour la résolution des équations dans les problems tant déterminés qu'indéterminés ("Tratado analítico sobre seções cônicas") foi publicado postumamente em Paris em 1707.

## Livro de Cálculo
Em 1696, l'Hôpital publicou seu livro Analyze des Infiniment Petits pour l'Intelligence des Lignes Courbes ("cálculo infinitesimal com aplicações em linhas curvas"). Este foi o primeiro livro-texto sobre cálculo infinitesimal e apresentou as ideias do cálculo diferencial e suas aplicações à geometria diferencial de curvas de forma lúcida e com numerosas figuras; no entanto, não considerou a integração.
A história que levou à publicação do livro tornou-se objeto de prolongada controvérsia. Em uma carta de 17 de março de 1694, l'Hôpital fez a seguinte proposta a Johann Bernoulli: em troca de um pagamento anual de 300 francos, Bernoulli informaria l'Hôpital de suas últimas descobertas matemáticas, evitando que correspondessem a outros, incluindo Varignon. A resposta imediata de Bernoulli não foi preservada, mas ele deve ter concordado logo, como mostram as cartas subsequentes. L'Hôpital pode ter se sentido plenamente justificado ao descrever esses resultados em seu livro, depois de reconhecer sua dívida para com Leibniz e os irmãos Bernoulli, "especialmente o mais jovem" (Johann). Johann Bernoulli ficou cada vez mais insatisfeito com os elogios concedidos ao trabalho de l'Hôpital e queixou-se em correspondência privada por ter sido posto de lado. Após a morte de l'Hôpital, ele revelou publicamente seu acordo e reivindicou o crédito pelas declarações e partes do texto da Analyze, que foram fornecidas a l'Hôpital por cartas. Ao longo de um período de muitos anos, Bernoulli fez alegações progressivamente mais fortes sobre seu papel na redação de Analyze, culminando com a publicação de seu antigo trabalho sobre cálculo integral em 1742: ele observou que esta é uma continuação de suas antigas palestras sobre cálculo diferencial, que ele descartou uma vez que l'Hôpital já as havia incluído em seu famoso livro. Por muito tempo, essas afirmações não foram consideradas credíveis por muitos historiadores da matemática, porque o talento matemático de l'Hôpital não estava em dúvida, enquanto Bernoulli estava envolvido em várias outras disputas de prioridade. Por exemplo, tanto H. G. Zeuthen quanto Moritz Cantor, escrevendo na cúspide do século XX, rejeitaram as alegações de Bernoulli com base nisso. No entanto, em 1921, Paul Schafheitlin descobriu um manuscrito das palestras de Bernoulli sobre cálculo diferencial de 1691 a 1692 na biblioteca da Universidade de Basel. O texto mostrou semelhanças notáveis com a escrita de l'Hôpital, comprovando o relato de Bernoulli sobre a origem do livro.
O Independentemente da autoria exata (o livro foi publicado anonimamente pela primeira vez), Analyze foi notavelmente bem-sucedido em popularizar as ideias de cálculo diferencial originadas de Leibniz.

## Obras
- Analyse des infiniment petits pour l’intelligence des lignes courbes. 1696. 2. Edição 1715.
- Traité analytique des sections coniques et de leur usage pour la resolution des équations dans les problêmes tant détermines qu’indétermines. 1776.

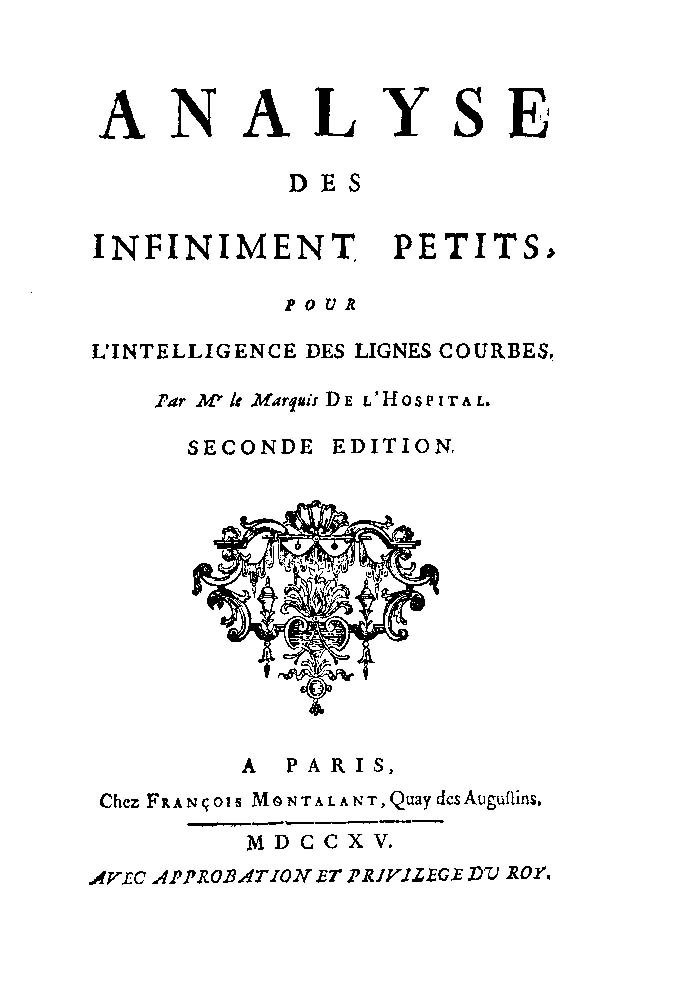
Analyse des infiniment petits pour l'intelligence des lignes courbes
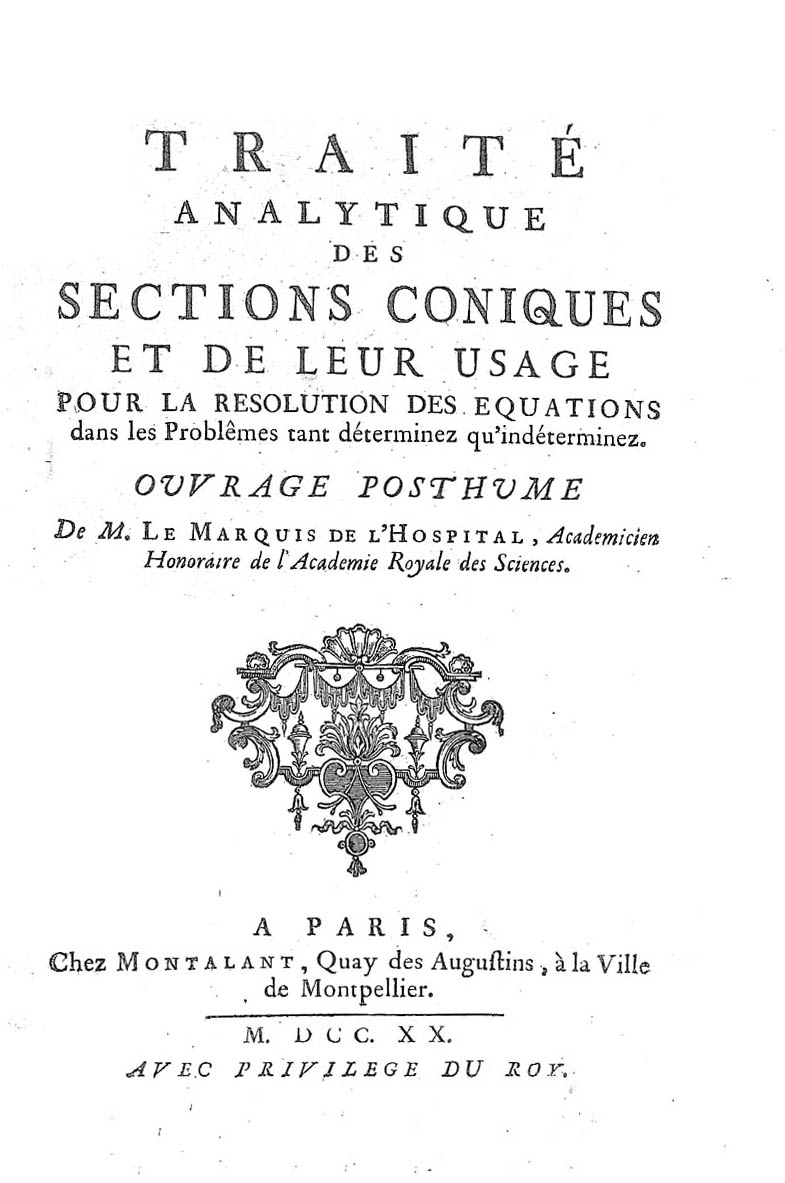
Traité analytique